# Pseudocaligus subparvus
Pseudocaligus subparvus is een eenoogkreeftjessoort uit de familie van de Caligidae. De wetenschappelijke naam van de soort is voor het eerst geldig gepubliceerd in 1977 door Hameed.